# Resolución 377 de la Asamblea General de las Naciones Unidas
La Resolución 377 de la Asamblea General de las Naciones Unidas (también conocida como Unión pro paz) fue aprobada el 3 de noviembre de 1950. Esta resolución faculta a la Asamblea General de la ONU para adoptar medidas si el Consejo de Seguridad de la ONU no lo hiciera, debido al voto negativo de un miembro permanente, en caso de que parezca haber una amenaza para la paz, un quebrantamiento de la paz o un acto de agresión. La Asamblea puede entonces examinar inmediatamente el asunto con miras a recomendar a los países miembros la adopción de medidas colectivas para mantener o restablecer la paz y la seguridad internacionales.

## Antecedentes
La resolución fue impulsada por Estados Unidos y presentada por un grupo de 7 países (Estados Unidos, Reino Unido, Francia, Canadá, Turquía, Filipinas y Uruguay, conocidos como los "Siete Poderes Conjuntos") en octubre de 1950, para eludir los vetos que la Unión Soviética estaba emitiendo en relación con la guerra de Corea.
En los días de cierre de las discusiones de la Asamblea General que condujeron a la adopción de la resolución, el embajador estadounidense ante la ONU, John Foster Dulles, hizo referencia específica a la guerra de Corea como principal motivador en la aprobación de la resolución:

Se produjo entonces el ataque armado contra la República de Corea, y pudo llegar a creerse que la historia de 1931 se repetiría, que se preparaba la tercera guerra mundial. Así habría podido suceder - y pienso que así habría sucedido - a no producirse una serie de circunstancias fortuitas que permitieron improvisar la resistencia colectiva contra esta agresión.
John Foster Dulles

La principal circunstancia fortuita mencionada por Dulles fue que la Unión Soviética estaba boicoteando al Consejo de Seguridad en el momento del estallido de las hostilidades en Corea debido a su descontento por la negativa de la ONU a reconocer a la República Popular China como los representantes legítimos de China en la organización.

## Contenido
La resolución, reconociendo la importancia de la labor del Consejo de Seguridad, mencionó que el hecho de que el Consejo de Seguridad no cumpla con sus responsabilidades no exime a Asamblea General de las responsabilidades que le impone la misma respecto del mantenimiento de la paz y la seguridad internacionales. Por ello, la resolución especifica que

si el Consejo de Seguridad, por falta de unanimidad entre sus miembros permanentes, deja de cumplir con su responsabilidad primordial de mantener la paz y la seguridad internacionales en todo caso en que resulte haber una amenaza a la paz, un quebrantamiento de la paz o un acto de agresión, la Asamblea General examinará inmediatamente el asunto, con miras a dirigir a los miembros recomendaciones apropiadas para la adopción de medidas colectivas, inclusive, en caso de quebrantamiento de la paz o acto de agresión, el uso de fuerzas armadas cuando fuere necesario, a fin de mantener o restaurar la paz y la seguridad internacionales. De no estar a la sazón reunida, la Asamblea General puede reunirse en período extraordinario de sesiones de emergencia dentro de las 24 horas siguientes a la presentación de una solicitud al efecto. Tal período extraordinario de sesiones de emergencia será convocado si así lo solicita el Consejo de Seguridad por el voto de siete cualesquiera de sus miembros, o bien la mayoría de los Miembros de las Naciones Unidas.

Para facilitar la pronta adopción de medidas por la Asamblea General en el caso de un Consejo de Seguridad bloqueado, la resolución creó el mecanismo del "período extraordinario de sesiones de emergencia", que puede ser solicitado sobre la base de un voto de procedimiento en el Consejo de Seguridad, o dentro de las 24 horas de una solicitud de la mayoría de los Miembros de la ONU recibida por el Secretario General. En cuanto a los votos de procedimiento, los miembros permanentes del Consejo de Seguridad no tienen la capacidad de bloquear la aprobación de proyectos de resolución, por lo que, a diferencia de cuestiones sustantivas, esas resoluciones pueden adoptarse sin su consentimiento.

## Votación
A favor
Afganistán, Arabia Saudita, Australia, Bélgica, Birmania, Bolivia, Brasil, Canadá, Chile, República de China, Colombia, Costa Rica, Cuba, Dinamarca, Ecuador, Egipto, El Salvador, Estados Unidos, Etiopía, Filipinas, Francia, Grecia, Guatemala, Haití, Honduras, Indonesia, Irak, Irán, Islandia, Israel, Liberia, Luxemburgo, México, Nicaragua, Noruega, Nueva Zelanda, Países Bajos, Pakistán, Panamá, Paraguay, Perú, Reino Unido, República Dominicana, Siria, Suecia, Sudáfrica, Tailandia, Turquía, Uruguay, Venezuela, Yemen, Yugoslavia.
En contra
Bielorrusia, Checoslovaquia, Polonia, Ucrania, Unión Soviética.
Abstenciones
Argentina, India.
Ausentes
Líbano.

## Consecuencias
En 11 ocasiones se han convocado sesiones extraordinarias de emergencia en el marco de este procedimiento, y la más reciente se celebró en 2022. Sin embargo, a diferencia de las sesiones anteriores de este tipo, la décima sesión especial de emergencia ha sido "aplazada" y "reanudada" en varias ocasiones en los últimos años. De hecho, la Asamblea ha celebrado más de diez "reuniones" separadas desde 2000 mientras la décima sesión especial de emergencia ha estado activa.
Si bien el marco del "período extraordinario de sesiones de emergencia" se estableció mediante la resolución, la Carta de las Naciones Unidas contiene disposiciones relativas a "períodos extraordinarios de sesiones", que según el actual Reglamento de la Asamblea General pueden ser convocados dentro de los 15 días siguientes a la recepción de una solicitud (enviada por el Consejo de Seguridad o de la mayoría de los países miembros) por el Secretario General.